# 坪内瞳
坪内 瞳（つぼうち ひとみ、1984年6月5日 - ）は、静岡県三島市出身の元女子プロ野球選手で、野球指導者。
現役時代は投手・内野手・外野手として兵庫スイングスマイリーズで活躍し、2013年6月に日本女子プロ野球機構（JWBL）史上初の女性監督としてノース・レイアの監督に就任した。愛称は「けんさん」（命名の由来は後述）。

## 経歴・人物
小学4年の時に地元の軟式チームで野球を始める。中学卒業後は当時数少ない女子硬式野球部を備えていた埼玉栄高校に入学するが、入学式で出会った同い年の川保麻弥に「ひとみ」の名前から「ひとみばあさん」→「志村けん」と連想され、これ以降「けんさん」や「シムケン」の愛称で呼ばれることになる（坪内は犬好きなことからさらに「犬（けん）さん」と自分でアレンジした）。
高校卒業後は平成国際大学に進学し引き続き女子硬式野球部に所属。ヴィーナスリーグ関東女子硬式野球大会では投手でベストナインを3度受賞、2008年秋には最優秀選手に輝く。卒業後もコーチ兼選手として大学に残り後輩を指導していた。
2009年に日本女子プロ野球機構による第1回合同トライアウトを受験し合格、同年12月のドラフト会議で兵庫スイングスマイリーズから内野手3位で指名を受け入団。1つ年上の小西美加や、再び同じチームになった川保などとともに中心選手としてチームを支えた。
1年目の2010年は打者としてリーグ7位の打率を残す一方、当時リーグ唯一のサイドスロー（2011年に大倉三佳がサイドに転向したため、唯一ではなくなった）として投手としても活躍し、20試合に登板して2勝を挙げた。小久保志乃が退団したため先発としての登板機会も増えた2011年は初完封を含む4勝を挙げ、打率はリーグ8位に入り、外野手部門でベストナインに選ばれるなど投打に渡って活躍した。
小西が大阪ブレイビーハニーズに移籍し、川保と並んでチーム最年長選手となった2012年は、若い選手が多くなったチームのまとめ役や、兼任コーチに就任した川保の相談相手としてもチームを支えた。この年は自己最高の.337の打率を残して2年連続で打率8位となり、投手では1勝に終わったが先発・リリーフ兼任で16試合に登板した。投打に渡って主力選手として活躍できる力は十分に残っていたが、「来年への課題と向上心よりも、やり切ったと言う達成感の方が大きくなってしまった」との理由から、この年限りで現役を引退した。
引退後はスタッフとしてJWBLに残り、オールイーストJAPANの練習サポートを務めていたが、2013年6月13日に、オールイーストを構成するノース・レイアの監督を務めていた杉山賢人の辞任を受け、後任としてノース・レイアの監督に就任した。JWBLにおいて、女性およびJWBLでプレー経験のある人物が監督に就任するのは初めてのケースとなる。ただ、その年は敗北続きであり、結局シリーズ終了をもって退任した。
2014年から日本大学国際関係学部女子硬式野球部監督を務めている。本人は当初スタッフとして参加するつもりが監督に就任してしまったと語っており、唯一の指導者となったために孤独感があったとコメントしている。
2019年春に長女を出産、選手指導を男子野球部コーチを中心に任せつつ、育児の合間を縫ってグラウンドに向かい監督を続けている。

## 詳細情報

### 年度別打撃成績
| 年 度     | 球 団        | 試 合 | 打 席 | 打 数 | 得 点 | 安 打 | 二 塁 打 | 三 塁 打 | 本 塁 打 | 塁 打 | 打 点 | 盗 塁 | 盗 塁 死 | 犠 打 | 犠 飛 | 四 球 | 敬 遠 | 死 球 | 三 振 | 併 殺 打 | 打 率 | 出 塁 率 | 長 打 率 | O P S |
| --------- | ------------ | ----- | ----- | ----- | ----- | ----- | -------- | -------- | -------- | ----- | ----- | ----- | -------- | ----- | ----- | ----- | ----- | ----- | ----- | -------- | ----- | -------- | -------- | ----- |
| 2010      | スマイリーズ | 37    | 133   | 109   | 17    | 35    | 5        | 1        | 0        | 42    | 15    | 6     | 2        | 11    | 2     | 9     | -     | 2     | 5     | 6        | .321  | .377     | .385     | .762  |
| 2011      | スマイリーズ | 50    | 163   | 128   | 27    | 39    | 7        | 1        | 0        | 48    | 17    | 6     | 1        | 13    | 5     | 14    | -     | 3     | 6     | 2        | .305  | .373     | .375     | .748  |
| 2012      | スマイリーズ | 39    | 112   | 92    | 15    | 31    | 6        | 0        | 0        | 37    | 17    | 1     | 0        | 5     | 0     | 14    | -     | 1     | 5     | 2        | .337  | .430     | .402     | .832  |
| JWBL：3年 | JWBL：3年    | 126   | 408   | 329   | 59    | 105   | 18       | 2        | 0        | 127   | 49    | 13    | 3        | 29    | 7     | 37    | -     | 6     | 16    | 10       | .319  | .391     | .386     | .777  |

- 「-」は記録なし。

### 年度別投手成績
| 年 度     | 球 団        | 登 板 | 先 発 | 完 投 | 完 封 | 無 四 球 | 勝 利 | 敗 戦 | セ 丨 ブ | ホ 丨 ル ド | 勝 率 | 打 者 | 投 球 回 | 被 安 打 | 被 本 塁 打 | 与 四 球 | 敬 遠 | 与 死 球 | 奪 三 振 | 暴 投 | ボ 丨 ク | 失 点 | 自 責 点 | 防 御 率 | W H I P |
| --------- | ------------ | ----- | ----- | ----- | ----- | -------- | ----- | ----- | -------- | ----------- | ----- | ----- | -------- | -------- | ----------- | -------- | ----- | -------- | -------- | ----- | -------- | ----- | -------- | -------- | ------- |
| 2010      | スマイリーズ | 20    | -     | 0     | 0     | 0        | 2     | 1     | 0        | -           | .667  | 215   | 49.2     | 54       | 0           | 15       | -     | 9        | 14       | 1     | 0        | 25    | 24       | 4.35     | 1.39    |
| 2011      | スマイリーズ | 19    | -     | 2     | 1     | 0        | 4     | 4     | 1        | -           | .500  | 252   | 59.1     | 58       | 0           | 16       | -     | 8        | 22       | 1     | 0        | 24    | 22       | 2.60     | 1.25    |
| 2012      | スマイリーズ | 16    | -     | 2     | 0     | 0        | 1     | 5     | 3        | -           | .167  | 206   | 45.2     | 50       | 0           | 15       | -     | 7        | 9        | 2     | 0        | 29    | 20       | 3.06     | 1.42    |
| JWBL：3年 | JWBL：3年    | 55    | -     | 4     | 1     | 0        | 7     | 10    | 4        | -           | .412  | 673   | 154.2    | 162      | 0           | 46       | -     | 24       | 45       | 4     | 0        | 78    | 66       | 2.99     | 1.34    |

- JWBLは2010年は9イニング制、2011年以降は7イニング制。通算防御率は7イニング制の下で計算している。
- 「-」は記録なし。

### 表彰
- ベストナイン：1回（外野手部門：2011年）

### 背番号
- 10 （2010年 - 2012年）
- 80 （2013年）